# انجیل یهودا
انجیل یهودا یک انجیل عرفانی یا گنوستیکی (Gnostic) و جعلی است که ظاهراً حاوی مکالماتی در میان عیسی و یهودا اسخریوطی است و مربوط به الهیات پایانی قرن دوم است. تصور می‌شود این اثر در قرن ۲ میلادی و توسط مسیحیان عرفانی (گنوستیک)  تألیف شده‌ باشد و نه خود یهودا اسخریوطی. تنها نسخهۀ موجود از این اثر، متنی به زبان قبطی است که مربوط به سال ۲۸۰ میلادی، به علاوه یا منهای ۶۰ سال از تاریخ‌گذاری رادیوکربن بوده‌است. این متن از دستنوشته قبلی به زبان یونانی گرفته شده‌است. ترجمه انگلیسی برای اولین بار در اوایل سال ۲۰۰۶ توسط انجمن نشنال جئوگرافی منتشر شد. این کتاب جزو متون مقدس مسیحیان (عهدقدیم و عهدجدید) نیست.
ایرنئوس لئون، الهی‌دان مسیحی در قرن دوم میلادی، قدیمی‌ترین اشاره به این اثر را در کتاب خود به نام "علیه بدعت‌ها" دارد و می‌نویسد "... یک انجیل تخیّلی نوشته‌اند و آن را انجیل یهودا نامیده‌اند".

## اهمیت
بر خلاف انجیل‌های مقدس مسیحی (= انجیل متی، انجیل مرقس، انجیل لوقا، انجیل یوحنا)، که یهودا را به عنوان خیانتکار معرفی می‌کنند که در ازای پول، عیسی را برای مصلوب شدن به مقامات تحویل داد، انجیل یهودا اقدامات وی را مطابق با اطاعت از دستورالعمل‌هایی که عیسی ناصری به او داده‌است، به تصویر می‌کشد. در انجیل یهودا، یهودا اسخریوطی به عنوان بهترین دوست عیسی معرفی شده و صاحب علم و عرفان (در زبان یونانی: گنوسیس Gnosis) بود و همچنین خودِ عیسی از یهودا درخواست کرد تا او را تسلیم مقامات رومی سازد.

## زمینه

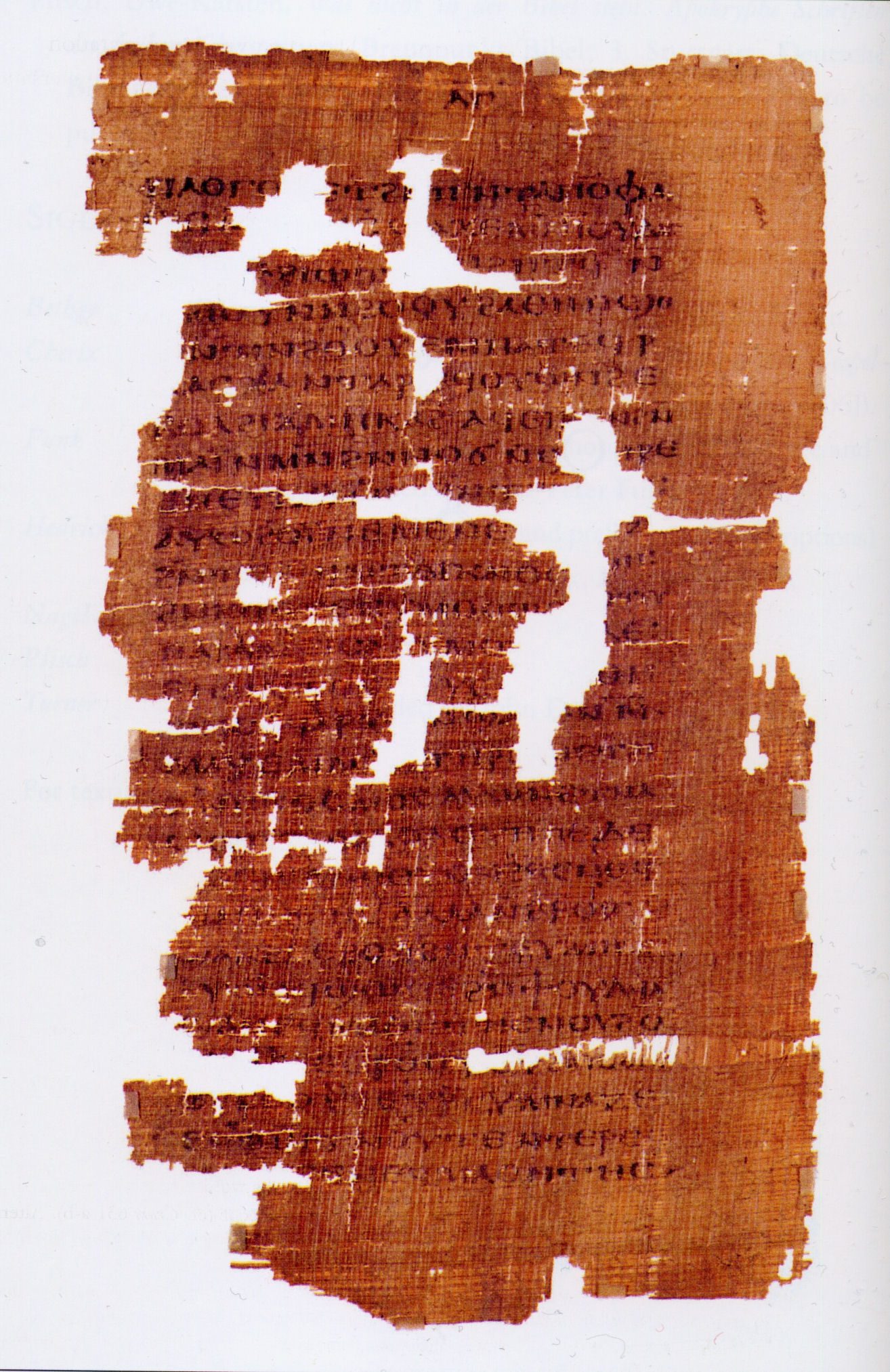
صفحه اول انجیل یهودا (صفحه ۳۳ کدکس تاچوس)

یک سند پاپیروس به زبان قبطی که در دهه ۱۹۷۰، در نزدیکی بنی ماسار مصر ظاهر شد، پس از فروش، فریدا نوبربرگر-تاچوس، که از وخیم تر شدن نسخه خطی نگران بود، به نام کدکس تاچوس نامگذاری شد. اولین بار در اوایل دهه ۲۰۰۰ ترجمه شده‌است، کدکس حاوی متنی است که به نظر می‌رسد از اواخر قرن ۲، و شامل خود عنوان انجیل یهودا است . (Euangelion Ioudas) که داستان مرگ عیسی را از نظر یهودا بازگو می‌کند.
نسخه خطی از رادیوکربن، و توسط انجمن نشنال جئوگرافی توصیف شده‌است که تاریخ احتمالی را بین ۲۲۰–۳۴۰ میلادی را نشان می‌دهد.

## محتوا

### بررسی اجمالی
انجیل یهودا شامل ۱۶ فصل است که آموزه‌های عیسی راجع به امور معنوی و کیهان‌شناسی را مستند می‌کند. طبق متن، یهودا تنها شاگرد عیسی است که سخنان استاد خود را با دقت می‌فهمید. این انجیل شامل چند عنصر روایت است. در اصل، انجیل اثبات می‌کند که چگونه یهودا توسط عیسی به معنای واقعی، آموزش داده شد.
انجیل حاوی ایده‌هایی است که در مغایرت است با کسانی که در کلیسای اولیه مسیحی بودند. نویسنده می‌گوید که خدا اساساً «ابر درخشان نور» است که در یک قلمرو غیرقابل نفوذ وجود دارد.

## کشف مجدد

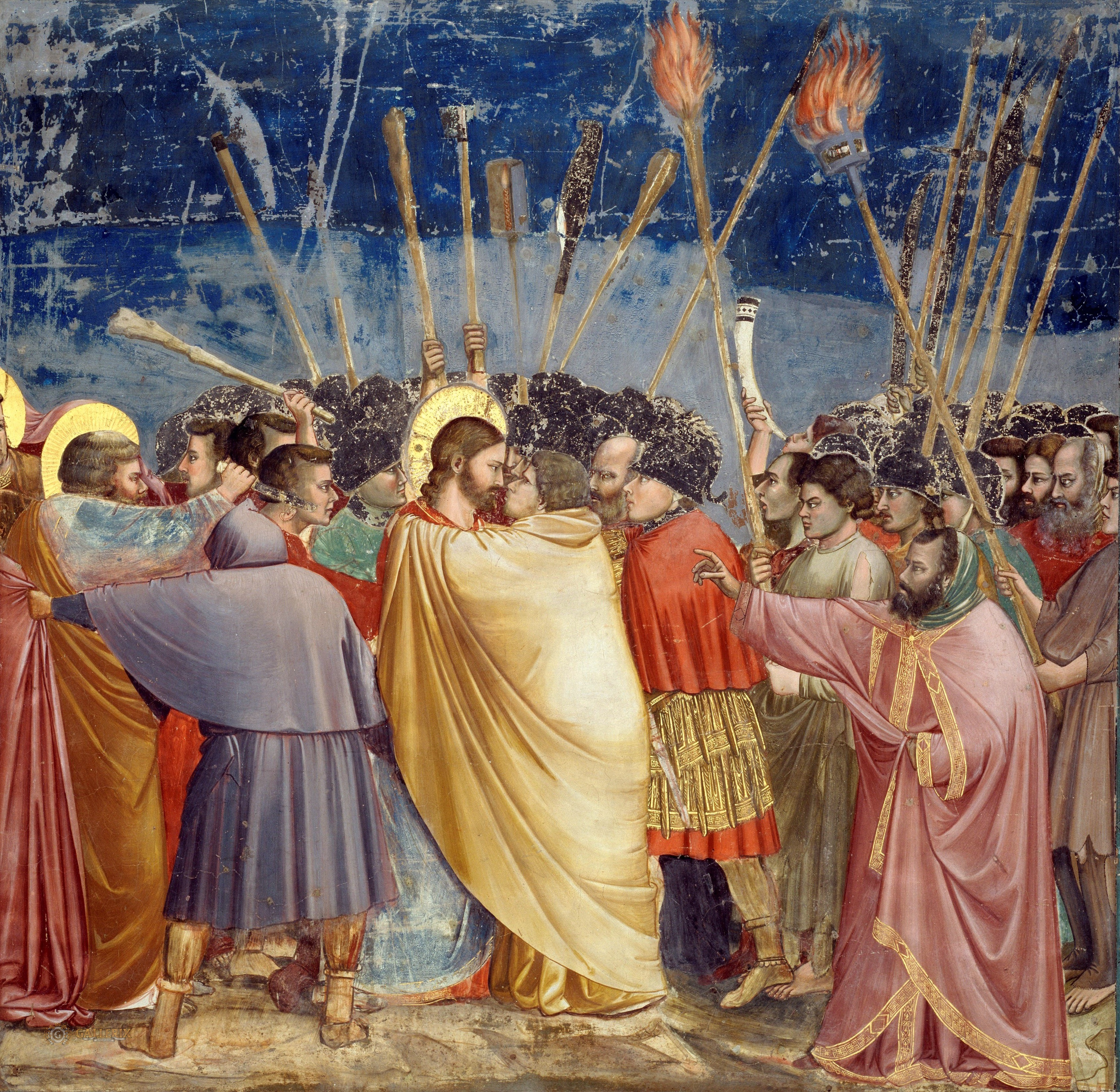
«بوسه یهودا» نمایش سنتی از جودا توسط جوتو دی بوندونه، ۱۳۰۶ نقاشی دیواری در کلیسای اسکورونی، پادووا.

محتوای انجیل ناشناخته بود تا زمانی که یک انجیل قبطی از یهودا در بازار خاکستری را در ژنو در ماه مه ۱۹۸۳، هنگامی که در میان گروهی مختصر از نسخه‌های یونانی و قبطی که به استفان امل، یل ارائه شده بود، پیدا شد. دکتری کاندیدای مأموریت توسط دانشگاه جنوبی متدیست برای بازرسی از نسخه‌های خطی. چگونگی یافتن نسخه خطی کودکس تاچوس، شاید در اواخر دهه ۱۹۷۰، به روشنی ثبت نشده‌است. اعتقاد بر این است که شخصی در حال مرگ، این اثر را در نزدیکی ال مینیا، مصر، در همسایگی روستای بنی ماسار کشف کرده و آن را به یکی از هانا، دلال فروش آثار باستانی ساکن در قاهره فروخته‌است.

### پاسخ‌های مذهبی
روآن ویلیامز، اسقف اعظم کانتربری، در سخنرانی عید پاکش در سال ۲۰۰۶، به شدت اعتبار تاریخی انجیل را تکذیب کرد و گفت:
این یک حرف به وضوح سوخته‌است که به سادگی به موازات تعداد زیادی از کارهای کاملاً شناخته شده از حاشیه عجیب و غریب از کلیسای اوایل قرن است. وی در ادامه تصریح کرد: تبلیغات این کتاب ناشی از تمایل به نظریه‌های توطئه است.

### استناد
1. ↑  علیه بدعت ها (لاتین: Adversus haereses) I 31,1, Brox S. 257. کاراکتر line feed character در |عنوان= در موقعیت 40 (کمک)
2. ↑  BBC News (April 7, 2006). "Judas 'helped Jesus save mankind'". BBC News. Retrieved 2015-04-08.
3. ↑  "Time Line of Early Christianity: The Lost Gospel of Judas". NationalGeographic.com. National Geographic Society. Archived from the original on 18 April 2015. Retrieved 2015-04-08.
4. ↑  Jenott, Lance (2011). The Gospel of Judas: Coptic Text, Translation, and Historical Interpretation of 'the Betrayer's Gospel'. Mohr Siebeck. p. 23. ISBN 978-3-16-150978-0. Retrieved 8 April 2016.
5. ↑  Favorite, Crowd (6 April 2006). "Ancient Text Titled 'Gospel Of Judas" Is Authenticated, Translated". Archived from the original on 2 July 2013. Retrieved 26 May 2018.
6. ↑  Pagels & King (2007), p. 78.
7. ↑  Handwerk, Brian (April 6, 2006). "Gospel of Judas Pages Endured Long, Strange Journey". National Geographic News. National Geographic Society. Retrieved 2015-04-08.
8. ↑  Archbishop of Canterbury (April 16, 2006). "Archbishop of Canterbury's sermon". BBC News. Retrieved 2015-04-08.
9. ↑  Archbishop of Canterbury (April 16, 2006). "Archbishop of Canterbury's sermon". BBC News. Retrieved 2015-04-08.